# Anolis festae
Espèce
Synonymes
- Dactyloa festae (Peracca, 1904)

Statut de conservation UICN

 LC  : Préoccupation mineure
Anolis festae est une espèce de sauriens de la famille des Dactyloidae. 

## Répartition
Cette espèce est endémique de l'Ouest de l'Équateur. Elle se rencontre de la province d'Esmeraldas à la province d'El Oro.

## Étymologie
Cette espèce est nommée en l'honneur d'Enrico Luigi Festa (1868–1939).

## Publication originale
- Peracca, 1904 : Viaggio del Dr. Enrico Festa nell Ecuador e regioni vicine: Reptili ed Amfibii. Bollettino dei Musei di zoologia e anatomia comparata della Università di Torino, vol. 19, no 465, p. 1-41 (texte intégral).